# 航空通信士

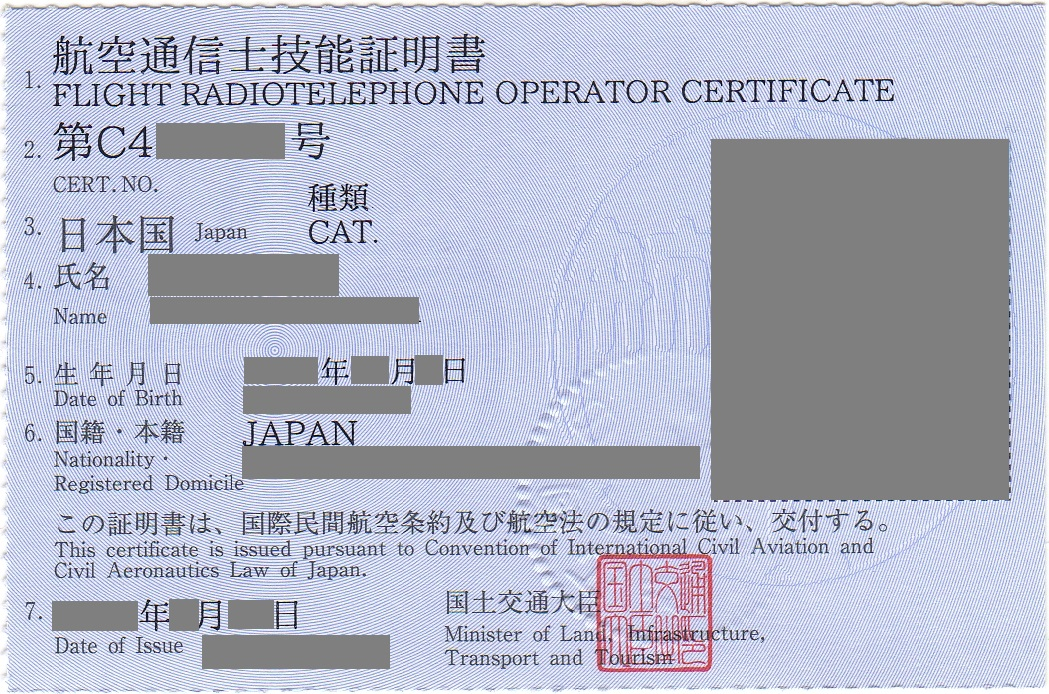
航空通信士技能証明書

航空通信士（こうくうつうしんし）は、航空従事者国家資格のうちの1つ。国土交通省管轄。等級の区分および限定はない。

## 概要
航空機に搭乗して無線通信設備の操作（受信を含む）を行うのに必要な資格。
ただし各区分の操縦士など、航空機に乗り組んで運航に携わるいわゆる運行従事者（航空従事者）であって、必要な無線従事者資格（航空特殊無線技士を含む）を有する者は、航空通信士の資格を別に取得する必要はない。
国家試験は年2回実施される。実施は国土交通省が行う。学科試験の受験には資格要件はないが、技能証明の申請には、17歳以上で第一級総合無線通信士、第二級総合無線通信士または航空無線通信士の無線従事者免許を受けている事を要する。
なお、航空特殊無線技士は技能証明を申請できないが、前述の通り運航従事者資格を有する者であれば、航空機に乗り組んで認められた範囲での無線設備操作ができる。
通信機器の発達により操作が簡素化され操縦士のみでも十分な通信が可能となったため、専任の航空通信士を採用する民間企業はなくなった。
海上保安庁では海難救助にあたる航空機において、操縦士は自機の運航に関する通信に専念し、遭難船との交信などは搭乗した航空通信士が担当する場合があるため、有資格者の採用や養成を不定期に行っている。
自衛隊の航法・通信員や機上無線員は航空従事者ではなく自衛隊の部内資格制度（航空士）に依っているため資格は不要であるが、技能証明として資格を取得させたり技術曹として有資格者を雇用している。

## 試験科目
学科のみ
- 一　航空通信（概要） （全資格共通の問題）
- 二　航空機の構造（概要） （「航空工学」を簡易にしたもの）
- 三　航法
  - イ　航法（簡略な概要）
  - ロ　人間の能力及び限界に関する一般知識
- 四　航空気象（簡略な概要）
- 五　航空法規
  - イ　国内航空法規
  - ロ　国際航空法規（概要）